# Michèle Moser
Michèle Moser, född den 14 februari 1979 i Schweiz, är en schweizisk curlingspelare.
Hon tog OS-silver i damernas curlingturnering i samband med de olympiska curlingtävlingarna 2006 i Turin.